# Shūrāb-e Maḩmūdvand
Shūrāb-e Maḩmūdvand (persiska: شورابِ مُحَمَّدوَند, Maḩmūdvand, شوراب محمودوند) är en ort i Iran.   Den ligger i provinsen Lorestan, i den västra delen av landet, 400 km sydväst om huvudstaden Teheran. Shūrāb-e Maḩmūdvand ligger 1 090 meter över havet och antalet invånare är 424.
Terrängen runt Shūrāb-e Maḩmūdvand är huvudsakligen kuperad, men åt nordost är den bergig.Runt Shūrāb-e Maḩmūdvand är det ganska tätbefolkat, med 72 invånare per kvadratkilometer. Närmaste större samhälle är Khorramābād, 19,0 km öster om Shūrāb-e Maḩmūdvand. Omgivningarna runt Shūrāb-e Maḩmūdvand är i huvudsak ett öppet busklandskap.